# Campeonato Mundial de Peso Semicompleto del CMLL
Il Campeonato Mundial de Peso Semicompleto del CMLL è un titolo utilizzato dalla federazione messicana Consejo Mundial de Lucha Libre ed è in genere riservato ai lottatori che pesano tra gli 92 ed i 97 kg anche se questa restrizione del peso non viene sempre applicata.
Il titolo è attivo dal 1991 ed è il secondo titolo in ordine di importanza all'interno del panorama della Lucha Libre messicana da parte di CMLL.

## Storia
Creata nel 1933 (la stessa data della fondazione dell'Empresa Mexicana de Lucha Libre la divisione dei pesi medi fu una delle prime divisioni della Lucha Libre messicana ad avere un campionato specifico e dedicato a questa categoria (il Campeonato Nacional Semicompleto) che fosse approvato dalla "Comisión de Box y Lucha Libre Mexico D.F." 

Nel 1952, EMLL diventò parte dei Territori NWA e sostituì la promozione di questo titolo con l'NWA World Light Heavyweight Championship. 

Alla fine degli anni ottanta, EMLL lasciò la NWA e rinominatasi "Consejo Mundal de Lucha Libre" introdusse questo campionato nel 1991 per segnalare la propria indipendenza dalla NWA.
Nel 1996 Dr. Wagner Jr. perse il titolo in favore di Acquario durante una tournée in Giappone, ma il passaggio del titolo non è mai stato riconosciuto da CMLL. Otto giorni dopo Dr. Wagner Jr. riconquistò il titolo ma non venne mai ufficialmente riconosciuto come tre volte campione .

## Albo d'oro
| Lottatore                   | Regni | Data              | Luogo             | Note |
| --------------------------- | ----- | ----------------- | ----------------- | --- |
| Jerry Estrada               | 1     | 26 settembre 1991 | Cuernavaca        | Sconfisse Pierroth Jr. nella finale del torneo.                                                                                  |
| Pierroth Jr.                | 1     | 19 marzo 1992     | Cuernavaca        | |
| Dr. Wagner Jr.              | 1     | 2 aprile 1993     | Città del Messico | |
| Atlantis                    | 1     | 2 marzo 1994      | Acapulco          | |
| Dr. Wagner Jr.              | 2     | 17 dicembre 1995  | Città del Messico | |
| Aquarius (Yoshihiro Tajiri) |       | 19 luglio 1996    | Tokyo, Giappone   | Vittoria non riconosciuta ufficialmente da CMLL.                                                                                 |
| Dr. Wagner Jr.              |       | 27 luglio 1996    | Sapporo, Giappone | CMLL non riconosce Dr. Wagner Jr. come tre volte campione poiché non riconoscono la vittoria di Aquarius avvenuta in precedenza. |
| Atlantis                    | 2     | 10 maggio 1999    | Puebla            | |
| Villano III                 | 1     | 22 novembre 1999  | Tampico           | |
| Shocker                     | 1     | 17 ottobre 2001   | Guadalajara       | |
| Último Guerrero             | 1     | 13 dicembre 2002  | Città del Messico | |
| Rey Bucanero                | 1     | 14 luglio 2006    | Città del Messico | |
| Ephesto                     | 1     | 26 maggio 2009    | Città del Messico | |
| Rush                        | 1     | 22 febbraio 2011  | Città del Messico | |
| Vacante                     |       | 15 gennaio 2013   |                   | Rush rese vacante il titolo per ottenere un match valido per il Campeonato Mundial de Peso Completo del CMLL.                    |
| Rey Escorpión               | 1     | 29 gennaio 2013   | Città del Messico | Sconfisse Volador Jr.nella finale di un torneo.                                                                                  |
| Ángel de Oro                | 1     | 28 ottobre 2014   | Città del Messico | |
| La Máscara                  | 1     | 8 aprile 2016     | Città del Messico | |
| Vacante                     |       | 22 maggio 2017    |                   | La Máscara fu licenziato da CMLL.                                                                                                |
| Niebla Roja                 | 1     | 10 giugno 2017    | Città del Messico | Vinse un 10-man torneo cibernetico eliminando per ultimo Bárbaro Cavernario.                                                     |